# Liste der Nummer-eins-Hits in den Hot Dance Airplay Charts (2009)
| Singles |
| --- |
| - Madonna – Miles Away - 2 Wochen (29. Dezember – 9. Januar 2009) - Beyoncé – Single Ladies (Put a Ring on It) - 3 Wochen (10. Januar – 30. Januar) - Jes – Imagination - 1 Woche (31. Januar – 6. Februar) - Lady Gaga – Poker Face - 15 Wochen (7. Februar – 22. Mai) - Guru Josh Project – Infinity 2008 - 2 Wochen (23. Mai – 5. Juni) - David Guetta feat. Kelly Rowland – When Love Takes Over - 7 Wochen (6. Juni – 24. Juli, insgesamt 9 Wochen) - Annagrace – Let the Feelings Go - 2 Wochen (25. Juli – 7. August, insgesamt 7 Wochen) - David Guetta feat. Kelly Rowland – When Love Takes Over - 2 Wochen (8. August – 21. August, insgesamt 9 Wochen) - Annagrace – Let the Feelings Go - 5 Wochen (22. August – 25. September, insgesamt 7 Wochen) - Cascada – Evacuate the Dancefloor - 2 Wochen (26. September – 9. Oktober) - Mariah Carey – Obsessed - 1 Woche (10. Oktober – 16. Oktober) - Deadmau5 vs. Kaskade – I Remember - 2 Wochen (17. Oktober – 30. Oktober) - David Guetta feat. Akon – Sexy Chick - 3 Wochen (31. Oktober – 20. November, insgesamt 6 Wochen) - Tiësto feat. Sneaky Sound System – I Will Be Here - 2 Wochen (21. November – 4. Dezember) - David Guetta feat. Akon – Sexy Chick - 2 Wochen (5. Dezember – 18. Dezember, insgesamt 6 Wochen) - Kim Sozzi – Kiss Me Back - 1 Woche (19. Dezember – 25. Dezember) - David Guetta feat. Akon – Sexy Chick - 1 Woche (26. Dezember – 1. Januar 2010, insgesamt 6 Wochen) |